# Gagata gagata
Gagata gagata är en fiskart som först beskrevs av Hamilton 1822.  Gagata gagata ingår i släktet Gagata och familjen Sisoridae. IUCN kategoriserar arten globalt som livskraftig. Inga underarter finns listade i Catalogue of Life.